# Murături

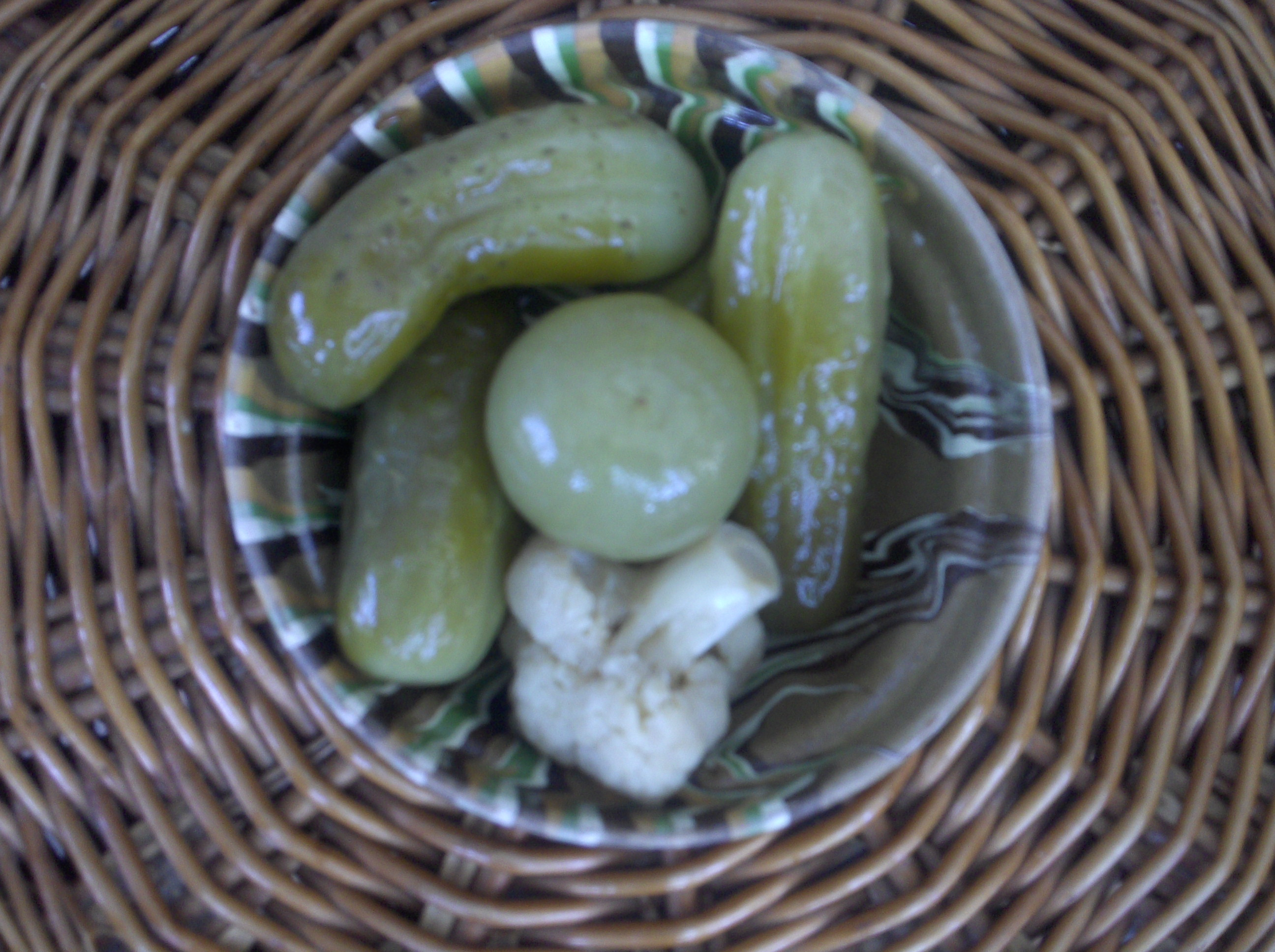
Un murături

El murături es un encurtido de verduras tradicional de la cocina rumana. Suele elaborarse con hortalizas como la coliflor, pepinillos, los tomates verdes (gogonele), las zanahorias, las coles, los pimientos, setas y apio.